# Valvata sibirica
Valvata sibirica е вид охлюв от семейство Valvatidae. Видът не е застрашен от изчезване.

## Разпространение и местообитание
Разпространен е в Норвегия, Русия (Алтай, Европейска част на Русия, Западен Сибир и Читинска област), Финландия и Швеция.
Обитава сладководни басейни и морета.